# NGC 6285
NGC 6285 is een spiraalvormig sterrenstelsel in het sterrenbeeld Draak. Het hemelobject werd in 1886 ontdekt door de Amerikaanse astronoom Lewis A. Swift.

## Synoniemen
- MCG 10-24-81
- ZWG 299.37
- Arp 293
- KAZ 111
- PGC 59344